# Sequoia Nemzeti Park
A Sequoia Nemzeti Park az USA második legrégebbi nemzeti parkja, Kaliforniában található, a Sierra Nevada hegység déli részén. 1890. szeptember 25-én alapították. A park területe 1635 km². Itt van a kontinentális Egyesült Államok legmagasabb csúcsa, a 4421 méter magas Mt. Whitney.
A magas hegyek útját állják az óceán felől érkező nedves légtömegeknek, ennek következtében több mint 3 méteres hótakaró borítja a hegyoldalakat télen. Ez a sok csapadék elengedhetetlen a mamutfenyők fejlődéséhez.
Itt található a híres óriás mamutfenyő Sherman tábornok fája ami a nemzeti park névadója Sequoia növénynemzetség tagja.
Az Apple a 2024 őszén bemutatott macOS operációs rendszerét erről a nemzeti parkról nevezte el.